# بيلي برايس (لاعب كرة قدم)
بيلي برايس (بالإنجليزية: Billy Price)‏ (5 أكتوبر 1934 في المملكة المتحدة - 1 يناير 2004) هو لاعب كرة قدم بريطاني في مركز نصف الجناح. شارك مع منتخب اسكتلندا تحت 21 سنة لكرة القدم. أما مع النوادي، فقد لعب مع نادي سلتيك ونادي فالكيرك ونادي أردريونيانز وبيرويك راينجرز.

## وصلات خارجية
- بيلي برايس على موقع قاعدة بيانات كرة القدم.إي يو (الإنجليزية)